# Másáalláh
Másáalláh ibn Aszari al-Baszri (ماشاء اﷲ بن اثري البصري: szül. Baszra, 730 k.; megh. 813 u.) perzsiai zsidó családból származó asztrológus, al-Manszúr kalifa és utódai tanácsadója, a korai arab asztrológia egyik megteremtője és kiemelkedő alakja. Munkásságával nagy hatást gyakorolt közvetlen utókorára, a műveinek 12. századi fordításai révén pedig Messalla, Messahalla és hasonló néven az európai középkori asztrológia egyik meghatározó tekintélyévé vált. Róla nevezték el a Holdon található Messala-krátert.

## Élete és munkássága
Bászrában született 730 körül egy perzsiai eredetű zsidó családban. Perzsa neve Jazdánhvászt ("Isten akarata") volt, ennek arab tükörfordítása a Másáalláh név. A bibliográfus Ibn al-Kifti szerint héber neve Manasse volt.
Életének első ismert eseménye a Bagdad alapításának idejét kiválasztó, Naubaht vezetésével működő, tagjai között Omar at-Tabarit és al-Fazárit is számláló asztrológuscsoport munkálataiban való részvétel 762-ben. Ekkor már a perzsa asztrológia, illetve a pahlavi nyelven közvetített görög és indiai csillagászat és asztrológia elismert szaktekintélye.
Később al-Manszúr kalifa és utódai szolgálatában működött, és megismerkedett edesszai Theophilosszal, illetve az ő közvetítésével közvetlenül a görög asztrológiai művekkel, így Dórotheosz, Ptolemaiosz, Valens és Rhétoriosz munkáival. Valószínűleg maga is készített egy fordítást Dórotheosz munkájának pahlavi átdolgozásából, amely viszont nem maradt fenn.
Röviddel al-Mamún uralkodásának kezdete, 813 után halt meg. Az ő tanítványa volt Abu-Ali al-Hajját és Szahl ibn Bisr.

## Művei
Ibn an-Nadím bibliográfiájában Másáalláh tizenkilenc munkáját sorolja fel, amelyek nagy része csak töredékesen vagy fordításban ismert. Munkássága azonban nagy hatást gyakorolt utókorára, az arab asztrológusok közül Omar, al-Hajját, Szahl, al-Imráni, al-Kabíszi, ar-Ridzsál és mások idézik megállapításait, Abu-Maasar pedig több művét teljesen feldolgozza. Az arab asztrológia létrejötte főként az ő műveinek köszönhető, de mivel inkább a görög, indiai és perzsa hagyomány összegzésére törekedett, az asztrológia továbbfejlesztése tanítványaira és utódaira hárult. Éppen ezért a későbbi, önálló gondolatokkal jelentkező utódok háttérbe szorították, így műveinek eredeti nyelven túlnyomó többségben csak töredékei és kivonatai maradtak fenn.
Nagyobb tekintélynek örvendett Bizáncban, ennek köszönhetően ismert néhány görög fordítása. A 12. században pedig Santallai Hugó, Sevillai János, Cremonai Gerhard és mások sok művét latinra fordították, így Európában ő vált az asztrológia egyik legfőbb tekintélyévé, és ez hozzájárult mintegy kéttucatnyi munkájának latin nyelven való megőrződéséhez. Mindezeken kívül néhány munkája héber fordításban is ismert.
Munkáinak nagy része eddig nem jelent meg kritikai kiadásban vagy még nyomtatásban sem. Modern nyelveken többnyire csak részletek olvashatók tőle, kivéve az angol nyelvet, miután 2008-ban Ben Dykes fordításában számos műve megjelent.

### Csillagászat
- De scientia motus orbis (A szféra mozgásának tudománya) Másáalláh néhány csillagászati műve közül csak ez a 27 fejezetből álló, Cremonai Gerard latin fordításában ismert mű maradt fenn. Három részre tagolható: az első az arisztotelészi fizika módosított változata, a második a bolygókról szóló harráni elmélet, amely visszanyúlik a Ptolemaiosz előtti időkre, az utolsó fejezetek témája pedig a meteorológia. Nyomtatásban először Johannes Stabius (Johann Stab) adta ki 1504-ben. Ez az értekezés ír nyelvű átdolgozásban is ismert.[5] Egyesek helytelenül feltételezik, hogy ennek a műnek az eredetije az eredetileg hat könyvből álló Kitáb al-maarúf.

Másik műve, a Kitáb szanaat al-aszturláb va-l-amal bihi (Az asztrolábium készítése és használata) elveszett, a középkorban népszerű asztrolábium-építést és -használatot tárgyaló értekezéssel való azonosítás téves.

### Születési asztrológia
Másáalláh legalább öt születési asztrológiai munkát írt, amelyek alapjául legfőképpen Dórotheosz és a 770-es évektől kezdve Rhétoriosz, kisebb mértékben Ptolemaiosz, Valens és perzsa asztrológusok, mint Valens kommentátora, Burdzsmihr, illetve Andarzagar Zádánfarrúh művei szolgáltak. Ezek közül nyomtatásban megjelentek:
- Kitáb al-maválíd (Születési asztrológia) A hat fejezetből álló rövid, csak latin fordításban fennmaradt születési asztrológiai munka a táplálás kérdésén túl a szülött karakterét és szerencséjét tárgyalja, majd tizenkét születést értelmez röviden. A mű nagyrészt Dórotheoszt követi, és tőle vesz át néhány példát, míg a többi nagy valószínűséggel Rhétoriosz gyűjteményéből ered.[7] Al-Hajját szorosan ezt a művet követve írta meg saját népszerű születési asztrológiai munkáját. A szöveget Kennedy és Pingree adta ki 1971-ben.

- "Liber Aristotilis" ("Arisztotelész" asztrológiai könyve) A Santallai Hugó által latinra fordított mű egy asztrológiai bibliográfiából – ennek egy változata görög fordításban is fennmaradt -, valamint egy négy részből álló születési asztrológiai értekezésből áll. Ez minden bizonnyal Másáalláh egyik művének latin változata, talán azé, amely a Kitáb al-murdi (A lenyűgöző könyv) címet viselte. Az értekezés első része csillagászati alapfogalmakat tisztáz, a második különböző asztrológiai koncepciókat tárgyal, míg a harmadik és negyedik a születések elbírálásával és a prognózissal foglalkozik. A könyv szerzők egész sorára támaszkodik, és a harmadik rész beosztása a Theophilosz által bevezetett hagyományt követi, amely az életterülek sorrendjében tárgyalja az anyagot. Ezt a későbbi utókor is sokszor követi. A latin és görög szöveget Burnett és Pingree adta ki 1997-ben. Hugó fordította latinra az eddig még nyomtatásban meg nem jelent, 14 könyvből álló Kitáb al-maválíd al-kabír (A nagyobb születési asztrológia) című munkát is.

Talán a korai, Rhétoriosz munkáit még nem használó alkotói időszakából származnak azok a latinul fennmaradt rövid művek, mint a Super significationibus planetarum in nativitate (A bolygók jelentése a születésben) 26 fejezete Sevillai János fordításában, amely a Dórotheosz második könyvében található anyag átdolgozása (elsőként Joachim Heller adta ki 1549-ben), illetve a bizonytalan szerzőségű, időnként Dzsurdzsisznak tulajdonított De septem planetis (A hét bolygó jelentése), amely az előzőhöz hasonló, kilenc fejezetből álló mű, és a bolygókat és a Hold csomópontjait tárgyalja címszavakban.
Mindezeken felül az egyik prognosztikus technikáról, az éves visszatérésekről is írt egy elveszett, de al-Dámagáni kivonatában megmaradt művet, amely a Kitáb tahvíl szini-l-maválíd (A születések éveinek visszatérése) címet viselte.

### Szándék- és kérdőasztrológia
Másáalláh behatóan foglalkozott az indiai eredetű szándék- és kérdőasztrológiával, vélhetően Theophilosz munkássága nyomán. Egy arab nyelvű töredéke alapján tudható, hogy legalább négy ilyen jellegű munkát írt, amelyek közül három arab és görög nyelvű töredékekben őrződött meg. Munkáit az utókora gyakran felhasználta. Az egyetlen nyomtatásban megjelent teljes mű:
- De receptione planetarum (A bolygók fogadása) Vélhetően Másáalláh négy kérdőasztrológiai munkája közül ez a hat datálható asztrológiai kérdés alapján 795 körül íródott, Sevillai János latin fordításában fennmaradt, 12 fejezetből álló munka időrendben a harmadik.[9] Érdekessége, hogy a tárgyalt kérdőasztrológiai témákon, a gyógyuláson, valamint a vagyon, örökség és hivatal megszerzésén túl a 11. fejezet egy nem kérdő-, hanem születési asztrológiai témával, minthogy az élettartam számításával foglalkozik. Első, 1492-ből való nyomtatott kiadása Bonetus Locatellus nevéhez fűződik.

Talán az elveszett Kitáb al-maarúf bi-sz-szábi va-l-isrín (A 'huszonhetedik' néven ismert könyv) részeit képezhették azok a különböző latin nyelvű változatokban ismert szövegek, amelyek közül nyomtatásban három jelent meg eddig. A De interpretatione cogitationis (A szándék értelmezése) 799 után keletkezett, és témáját a szándékasztrológia képezi. A második, a De inventione occultorum (A lappangó tárgyak megtalálása) részben ugyanezzel, részben pedig az elveszett vagy eltűnt dolgok keresésével foglalkozik. Első kiadásuk (a második munkának csak a bevezetése): Joachim Heller 1549. A harmadik a Liber de intentionibus (Szándékok) címet viseli, és valószínűleg későbbi kompiláció: egy rövid bevezetést követően az előző két munka szövegét hozza egymás után, 12 fejezetre osztva.
A Santallai Hugó és társai által szerkesztett Liber novem iudicum (Kilenc asztrológiai tekintély könyve) szintén tartalmaz Másáalláh műveiből részleteket.

### Egyetemes és történeti asztrológia
Másáalláh érdeklődése a perzsa jellegű egyetemes és történeti asztrológiára is kiterjedt. Ehhez alapul a mára már elveszett pahlavi nyelvű munkákat használta fel. Fennmaradt műveiből megjelent:
- Epistola de rebus eclipsium (Levél a fogyatkozásokról) A rövid, 12 fejezetből álló egyetemes asztrológiai munka csupán Sevillai János latin fordításában maradt fenn. Az egyetemes asztrológia eszközeit, a fogyatkozásokat és a felső bolygók (Szaturnusz, Jupiter és Mars) együttállásait tárgyalja vázlatosan. Első kiadása: Bonetus Locatellus 1492. Létezik egy héber nyelvű fordítása is, amelyet néhányan tévesen Ibn Ezrának tulajdonítanak.[12] Ezt Goldstein adta ki 1964-ben angol fordítás kíséretében.

- De revolutionibus annorum mundi (A világévek visszatérése) Ez a 46 fejezetből álló munka latinul maradt fenn, eredeti címe Kitáb tahávíl szini-l-álam (A világévek visszatérése) lehetett. Témája az egyetemes asztrológia, és főként az egyetemes visszatérések, vagyis a Nap Kosba lépésére készített éves képletek elbírálásával foglalkozik. Első kiadása: Bonetus Locatellus 1492.

- Kitáb fi-l-kiránát va-l-adján va-l-milal (Együttállások, népek és vallások) A 21 fejezetből álló, 809 és 813 között íródott, de csak Ibn Hibinta kivonatában megőrződött, perzsa típusú történeti asztrológiai munka a Szaturnusz és Jupiter együttállásainak történelmi összefüggéseiről szól. Érdekessége az a tizenhat példaképlet, amely alapján egyértelmű, hogy Másáalláh a számításokhoz a perzsa királyi táblákat használta, valamint megjegyzendő, hogy itt másképpen osztja fel a felső bolygók együttállásait, mint az Epistolában. Ezen kívül azon előrejelzése, hogy az Abbászidák elveszítik hatalmukat, vélhetően a fenntartásait mutatják az arab kalifátussal szemben. Fakszimile kiadása és angol fordítása: Kennedy-Pingree 1971.

- Kitáb fi kijám al-hulafá va maarifat kijám kull malik (A kalifák trónra lépése és a királyok trónra lépésének bemutatása) Valószínűleg azonos az Ibn an-Nadím által Kitáb ad-duval va-l-milal (Uralkodócsaládok és vallások) címen említett munkával. Ez a 813 után íródott rövid mű az egyetemes visszatérések alapján tárgyalja Mohamed és az őt követő kalifák trónra lépését, Hárún ar-Rasíddal bezárólag. Ez Másáalláh datálható művei közül a legkésőbbi. Angol fordítása: Kennedy-Pingree 1971.

Az említetteken kívül Másáalláh több kisebb munkát is írt, így a Kitáb al-aszár (Az árak) című, 773 után készült rövid művet, amely latin fordításban is ismert De mercibus (Az árak) címen, illetve a Kitáb al-amszál (A csillagképek) címet viselő értekezést, amely vélhetően azonos az Ibn an-Nadímnál Kitáb asz-szuvar va-l-hukm alájha (A csillagképek és elbírálásuk) címen szereplő munkával.

### Egyéb művek
- Kitáb al-amtár va-r-rijáh (Esők és szelek) Ennek az időjárási asztrológiai munkának két, egymástól teljesen eltérő változata őrződött meg. A Levi della Vida által 1934-ben kiadott és olaszra fordított arab verzió mindössze öt rövid fejezetben ír az esők előrejelzéséről. A latin változat, amelyet Sevillai János vagy egy bizonyos Drogon készített, ennél valamivel hosszabb. Ezt Sangin adta ki 1936-ban.

A Septem claves (A bírálat hét kulcsa) című, latin fordításban fennmaradt és Sangin által 1930-ban kiadott munka eredetije talán a bizonytalan szerzőségű Mafátíh al-kadá (A bírálat kulcsai) címen ismert elveszett értekezés, amelyből egy perzsa fordítás is készült. Ennél még bizonytalanabb a De electionibus (Időválasztások) című, Dórotheoszt felhasználó kezdeményező asztrológiai mű szerzősége is (első nyomtatott kiadása: Petrus Liechtenstein 1509), amelyet időnként Ptolemaiosznak tulajdonítanak, de valószínűleg ezen azonosítások egyike sem hiteles.

### Kiadások és fordítások
- Liber quadripartiti Ptholemei… Messahallach De receptionibus planetarum. Eiusdem de interrogationibus. Epistola eiusdem cum duodecim capitulis. Eiusdem de revolutionibus annorum mundi. Venetiis, 1492 (Bonetus Locatellus)
- Messahalah de Scientia motus orbis… Nurmberg (sic!), 1504 (Johannes Stabius)
- Meseallach et Ptholemeus de electionibus… Venetiis, 1509 (Petrus Liechtenstein)
- Messahalae antiquissimi… astrologi libri tres… Liber primus de revolutione annorum mundi. Liber secundus de significatione planetarum in nativitatibus. Liber tertius de receptione. Norimbergae, 1549 (Joachim Heller)
- Msztyiszlav Antonyinovics Sangin: "Latyinszkaja parafraza iz utracsennogo szocsinyenyija Masallaha Szem kljucsej", Zapiszki kollegii vosztokovedov 5 (1930), 235-242.
- Giorgio Levi della Vida: "Un opuscolo astrologico di Mâšâ'allâh", Rivista degli studi orientali 14 (1934), 270-281.
- Epistola Mašallah in pluviis et ventis, in Codices Rossici. Szerk. Mstislav Antonini f[ilius] Sangin. Corpus Codicum Astrologorum Graecorum 12. Brussels, 1936, 210-216.
- Bernard Goldstein: "The Book on Eclipses of Masha'allah", Physis 6 (1964), 205-213.
- The Astrological History of Māshā'allāh. Szerk. Edward S. Kennedy és David Pingree. Cambridge, 1971
- The Liber Aristotilis of Hugo of Santalla. Szerk. Charles Burnett és David Pingree. Wartburg Institute Surveys and Texts 26. London, 1997